# Las chicas del cable
Las chicas del cable és la primera sèrie original de la plataforma Netflix produïda a Espanya. És protagonitzada per Blanca Suárez, Ana Fernández, Maggie Civantos i Nadia de Santiago.

## Argument
L'any 1928 una moderna empresa de telecomunicacions comença a funcionar a Madrid. La sèrie narra el gir que dona la vida de quatre dones joves quan es traslladen a la capital espanyola per treballar en l'empresa. Les quatre se senten lligades a les seves famílies, a les seves parelles o als seus records.
Sentiments com l'amistat, l'èxit o l'amor les acompanyaran al llarg dels capítols d'aquesta primera temporada, en la que cadascuna d'elles lluita per aconseguir els seus objectius, ben distints entre cadascuna de les telefonistes, encara que totes tenen un punt en comú, lluitar per la seva pròpia llibertat i la seva pròpia independència personal, en una època en què el paper de la dona encara es trobava en una segona posició a la societat.

## Episodis
La primera temporada, amb 8 episodis, es va estrenar el dia 28 d'abril de 2017, i la segona temporada es va estrenar el mateix any 2017, el 25 de desembre. Un any més tard (8 de setembre de 2018) es va estrenar la tercera temporada, que consta de 8 episodis igual que les dues temporades anteriors, i la quarta temporada va estrenar-se l'estiu del 2019, el 9 d'agost, amb 8 episodis també. Netflix va anunciar que la cinquena temporada serà la final, i que s'estrenarà el 14 de febrer de 2020, i a diferència de les altres quatre temporades, aquesta estarà dividida en dues parts.

## Repartiment

### Protagonistes[calcitació]
- Blanca Suárez - Alba Romero Méndez "Lidia Aguilar Dávila"
- Ana Fernández - Carlota Rodríguez de Senillosa
- Maggie Civantos - Ángeles Vidal
- Nadia de Santiago - María Inmaculada "Marga" Suárez
- Yon González - Francisco Gómez
- Martiño Rivas - Carlos Cifuentes
- Ana Polvorosa - Óscar Ruiz/Sara Millán

## El paper de la dona

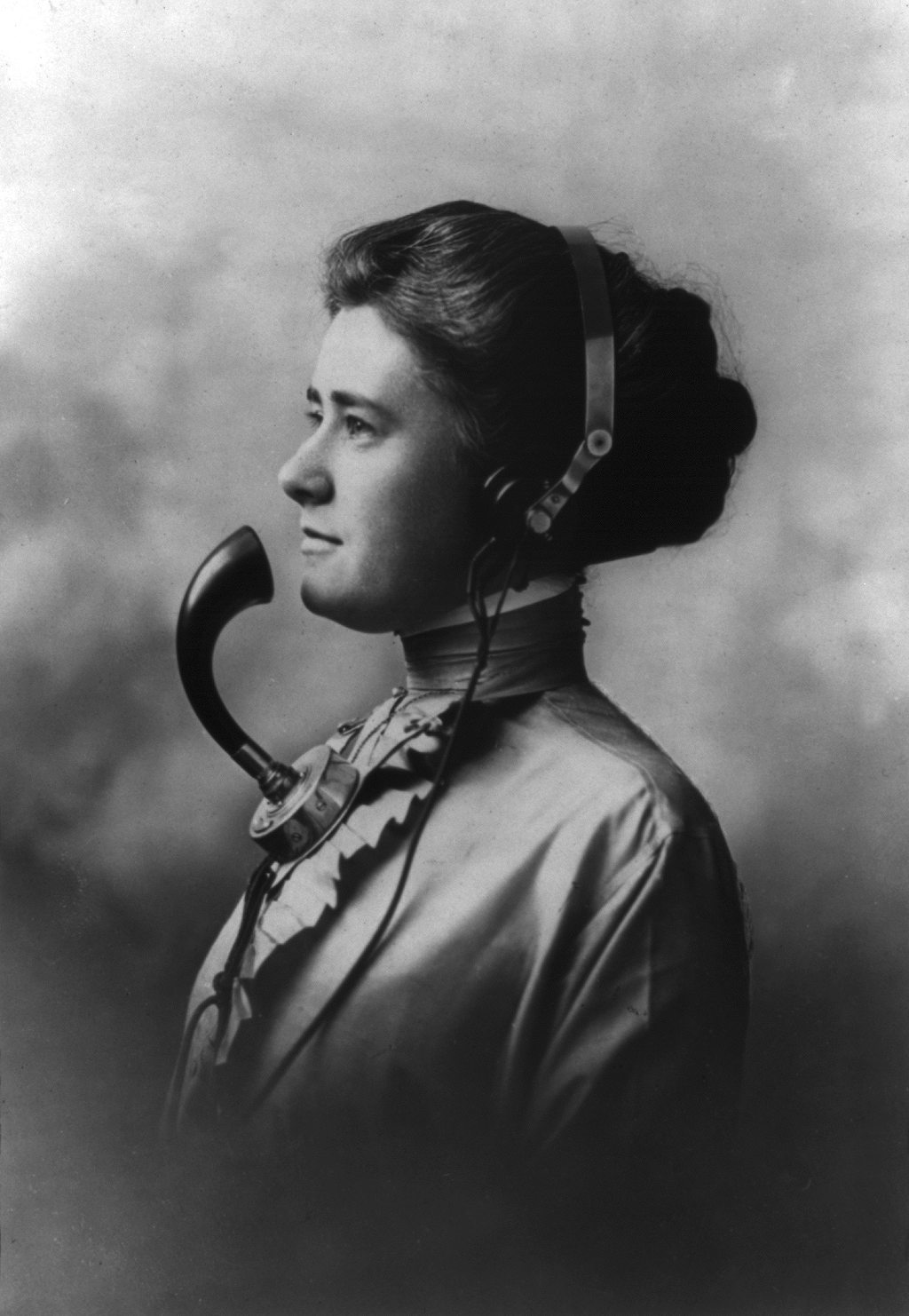
Perfil d'una telefonista de l'any 1911 amb uns auriculars i un micròfon

Las Chicas del Cable és una sèrie on les protagonistes són quatre teleoperadores que arriben a la capital d'Espanya per començar una nova vida. Cadascuna d'elles té una història pròpia i en tots els casos el paper de l'home en una societat com la dels anys 20 serà clau per entendre les decisions que Las Chicas del Cable en les seves pròpies vides. Pares, tiets i marits són els que intenten prendre les decisions en la vida de les dones, però elles tenen la suficient valentia com per plantar-los cara i decidir per si mateixes. Tot i així, les pròpies protagonistes prefereixen que la sèrie sigui coneguda per estar liderada per dones i per ser capaç de despertar en l'espectador un sentiment feminista.

### La violència de gènere
Un tema molt polèmic i que apareix a la ficció és la escenificació de la violència de gènere. Unes escenes que poden ferir la sensibilitat dels espectadors, però amb un sentiment de conscienciació molt evident. Una de les protagonistes rep una pallissa per part del seu marit estant embarassada, i fins i tot, li provoca un avortament. Se'ns presenta un home masclista, agressiu, alcohòlic i manipulador, que no només maltracta físicament a la seva dona, sinó que també la maltracta psicològicament. La dona en qüestió, s'atreveix a donar el pas d'explicar la situació que està patint a les seves companyes, que l'ajudaran a fugir de l'àmbit en el que es troba. Tot i així, no ho aconseguirà i tot i que el marit la obliga a tornar a casa mitjançant les amenaces, al final de la primera temporada, desconeixem la situació actual d'una de Las Chicas del Cable. 

## Les telecomunicacions a la ficció
Una de les trames secundàries que apareixen a la sèrie i a la qual l'espectador no li dona la importància necessària durant els primers capítols, es la investigació entorn del Rotary 7-A.
Miguel, l'enginyer en telecomunicacions de l'empresa, apareix des dels primers capítols investigant entorn un projecte, la creació d'una maqueta, que segons les seves pròpies paraules, canviarà el món. En uns primers instants desconeixem de què es tracta, però conforme avança la trama, acabem descobrint que el famós invent del qual ens parla, va existir en realitat, i si, va canviar el món.
El famós sistema que està investigant l'enginyer rep el nom de Rotary 7-A i es tracta d'un sistema que permetria que les telecomunicacions es realitzessin de forma totalment automatitzada. Aquest fet, provocarà que els llocs de treball de les teleoperadores, en el qual connecten de forma manual el número de client de l'usuari que realitza la trucada amb el número de client al qual s'està trucant, es trobi en perill.

## Rotary 7-A
L'any 1923 la Compañía Telefónica Nacional de España (CTNE), va començar a instal·lar el Rotary 7-A, un nou sistema de telecomunicacions, arreu del país. L'inventor d'aquest sistema va ser Almon B. Strowger, l'any 1889 als Estats Units.
El Rotary 7-A permetia que es realitzés una comunicació automàtica entre els abonats, sense la necessitat d'una teleoperadora que connectés ambdues trucades. No només va ser important pel simple fet que s'agilitzés el procés de la trucada, sinó que va ser un fet que també va augmentar la privacitat de les trucades. Dins de la sèrie, se'ns mostra com algunes teleoperadores reben ordres de transcriure els continguts d'algunes de les trucades que rebien, per tal de conèixer informació confidencial entorn al governs o als bàndols rivals.
En la ficció, les relacions amoroses posen en perill la presentació de la maqueta del Rotary 7-A, perquè Miguel es trobava amb una relació amorosa amb Carlota, una de les telefonistes, fet que el situarà entre l'espasa i la paret a l'hora de presentar el projecte. La Carlota i la resta de noies del cable l'increpen per tal que no el presenti, ja que aquest fet podria suscitar el fi dels seus propis llocs de treball.

## Les vertaderes''Chicas del cable''
La trama de la sèrie se centra principalment en la vida de quatre dones teleoperadores a la Companyia Telefònia Nacional d'Espanya, i tot i que en un inici l'ofici de teleoperador fos destinat als homes - joves que fins aleshores s'havien encarregat d'entregar telegrames- molt aviat va convertir-se en una feina principalment femenina, perquè era un ofici que requeria un alt nivell de paciència i comportava molt estrès i molts dels antics treballadors no van acabar-se d'adaptar a al nova feina. Les operadores havien de connectar de manera manual les trucades (tal com es mostra a la sèrie), per posar en contacte els interlocutors, i tot i que la sèrie estigui ambientada en la dècada de 1920, a Espanya ja hi havia operadores telefòniques des de l'any 1886, i a Cuba fins i tot abans, l'any 1877. Durant tot el segle xx, fins al 1988, Espanya va comptar amb centrals manuals fins que finalment va acabar automatitzant completament el servei. La última central manual d'Espanya va ser la de Polopos, un poble de la província de Granada.
Per ser operadora telefònica s'havien de complir certs requisits: les noies havien de tenir entre 18 i 27 anys, no portar ulleres, estar solteres i ser capaçes de separar els braços fins a un mínim de 155 centímetres. A part d'aquests requisits també havien de superar certes proves d'aptitud.
I així com a la sèrie es representa a les telefonistes com a referent feminista, això també va ser una realitat, les primeres dones en treballar com a operadores telefòniques van marcar un abans i un després en el mercat laboral per les dones, perquè sortien dels estàndards que se'ls havien marcat i van aconseguir fer-se un lloc al món laboral, món que en aquell moment era dominat totalment per homes. Tot i això la seva carrera dins del mercat laboral com a operadores telefòniques solia ser bastant curta, perquè no podien seguir treballant un cop estiguessin casades.